# Paul Staub
Paul Staub fue un deportista suizo que compitió en remo como timonel.
Participó en los Juegos Olímpicos de Amberes 1920, obteniendo una medalla de oro en la prueba de cuatro con timonel. Ganó dos medallas de oro en el Campeonato Europeo de Remo de 1920.

## Palmarés internacional
| Juegos Olímpicos   | Juegos Olímpicos  | Juegos Olímpicos | Juegos Olímpicos   |
| Año                | Lugar             | Medalla          | Prueba             |
| ------------------ | ----------------- | ---------------- | ------------------ |
| 1920               | Amberes (Bélgica) | Medalla de oro   | Cuatro con timonel |
| Campeonato Europeo |                   |                  |                    |
| Año                | Lugar             | Medalla          | Prueba             |
| 1920               | Mâcon (Francia)   | Medalla de oro   | Cuatro con timonel |
| 1920               | Mâcon (Francia)   | Medalla de oro   | Ocho con timonel   |